# Gary Wray McDonogh
Gary Wray McDonogh es un antropólogo estadounidense.

## Biografía
Es autor de obras como Good Families of Barcelona. A Social History of Power in the Industrial Era (Princeton University Press, 1986), que fue traducida al castellano con el título Las buenas familias de Barcelona. Historia social de poder en la era industrial (Ed. Omega, 1989), y Black and Catholic in Savannah, Georgia (University of Tennessee Press, 1994), entre otras.